# 2011년 9월
| 2011년: 1월 · 2월 · 3월 · 4월 · 5월 · 6월 · 7월 · 8월 · 9월 · 10월 · 11월 · 12월 |

| <          | 2011년 9월 | 2011년 9월  | 2011년 9월 | 2011년 9월 | 2011년 9월 | >          |
| 일         | 월         | 화          | 수         | 목         | 금         | 토         |
|            |            |             |            | 1 8.4 기미 | 2 5 경신   | 3 6 신유   |
| 4 7 임술   | 5 8 계해   | 6 9 갑자    | 7 10 을축  | 8 11 병인  | 9 12 정묘  | 10 13 무진 |
| 11 14 기사 | 12 15 경오 | 13 16 신미  | 14 17 임신 | 15 18 계유 | 16 19 갑술 | 17 20 을해 |
| 18 21 병자 | 19 22 정축 | 20 23 무인  | 21 24 기묘 | 22 25 경진 | 23 26 신사 | 24 27 임오 |
| 25 28 계미 | 26 29 갑신 | 27 9.1 을유 | 28 2 병술  | 29 3 정해  | 30 4 무자  |            |

| - 9월 2일 - 이소선 - 9월 7일 - 장효조 - 9월 14일 - 최동원 - 9월 26일 - 왕가리 마타이 편집하기 |

## 2011년9월 30일(금요일)
군사/테러
- 미국을 겨냥한 테러의 배후로 지목돼 오던 알카에다의 안와르 알 아울라키가 사망했다고 예멘 국방부가 밝혔다.

## 2011년9월 29일(목요일)
군사/테러
- 2011년 예멘 봉기: 예멘의 수도인 사나 북부 외곽 지역에서 큰 교전에 있었다. (Reuters) 보관됨 2011-09-29 - 웨이백 머신

재해
- 2011년 태풍
  - 태풍이 필리핀에서만 20명 이상의 사망자를 내고 중국의 하이난섬에 접근함에 따라 홍콩 증권 거래소가 휴장했다. (Bloomberg)
  - 중국 정부가 두 개의 태풍이 연이어 접근하면서 비상경계령을 한 단계 높였다. 며칠 동안 네사트와 태풍 날개가 동시에 접근할 것으로 보인다. (People's Daily)
  - 태풍 네사트로 인한 필리핀의 사망자 수가 35명으로 늘어났고 수십명이 행방불명됐다. (AFP via Herald Sun)

법률/범죄
- 오스트레일리아의 범죄자 매튜 존슨이 마약단의 두목 칼 윌리엄스를 빅토리아주 바르원 교도소에서 살해한 혐의로 유죄를 선고받았다. (ABC News Australia) (Melbourne Herald-Sun)

정치
- 독일 연방하원이 유럽재정안전기금(European Financial Stability Facility)의 승인안의 투표를 앞두고 있다. (The Guardian)

과학
- 중화인민공화국이 자국의 우주 연구소인 톈궁 1호를 성공적으로 발사했다. 실험용 모듈인 톈궁 1호는 간쑤성의 주취안 우주센터에서 발사됐다.(China Daily)

## 2011년9월 28일(수요일)
군사/테러
- 뉴질랜드의 총리 존 키가 뉴질랜드 공군 소속 장병이 아프가니스탄에서 교전 중 사망했다고 발표했다.(Xinhua)

경제/기업
- 그리스 물류업계 노동자들이 밤새 의회에서 통과된 긴축 정책에 대한 파업 시위를 이틀 연속으로 열었다.(ABC News Australia)
- 첫 보잉 787 드림라이너가 전일본공수 항공의 서비스 투입을 위해 일본 도쿄에 도착했다.(AFP via Sydney Morning Herald)

재해
- 필리핀에서 태풍 네사트의 피해로 수도 마닐라 인근에서만 최소 20명이 사망한 가운데 민관 합동으로 복구 작업에 나섰다.(AP via The Guardian) (AP via The Star-Tribune)
- 중국 상하이 지하철 10호선이 멈추면서 앞뒤 열차가 충돌해 271명이 부상당했다.(Bloomberg via Business Week)
- 미국에서 선회병으로 18개 주에서 13명의 사망자와 72명의 환자들이 발생한 데 대해, 콜로라도의 오염된 칸탈루프가 원인이 된 것이라고 당국 질병관리본부가 발표했다. (CNN)
- 인도네시아의 자와섬 동부에서 부두 연락선상 압사 사고로 8명이 숨지고 십여 명 이상이 부상했다. (TV New Zealand)
- 덴마크의 코펜하겐에서 1938년부터 상징적인 스포츠 및 콘서트 장소였던 KB홀이 화재로 소실되었다. (Copenhagen Post)

법률/범죄
- 호주의 신문 칼럼니스트로서 국가 내 주요 원주민 9부족에 관한 칼럼을 쓴 앤드류 볼트에 대해, 호주 연방 법원에서 인종차별법 위반 혐의가 인정되었다. (The Australian)
- 사망한 미국 가수 마이클 잭슨의 과실 치사 혐의를 받고 있는 의사 콘라드 머레이 관련 재판이 이틀 째 열렸다. (Sky News)
- 미국 연방 수사국이 워싱턴주에서 폭탄을 담은 리모컨 비행기를 미국 국방성과 국회의사당으로 날리려고 시도한 26세의 미국 시민을 체포했다. (BBC)

국제관계
- 일본 정부가 대한민국 정부에 2차 세계 대전 동안 희생된 한국인 위안부를 기리는 기념비를 서울 주재 일본대사관 근처에 건립하려는 계획을 철회해줄 것을 요청했다.(Yonhap)

정치
- 홍콩의 헨리 탕 정무사장이 사임한 가운데, 그는 차기 행정장관 선거에 나설 것으로 예상되고 있다. (Bloomberg via Business Week)

스포츠
- 삼성 라이온즈가 두산과의 경기에서 5-3으로 역전승하여 남은 경기에 관계없이 정규시즌 우승을 확정지어 한국시리즈에 진출했다.
- 2011년 메이저 리그 야구의 플레이오프에서, 세인트 루이스 카디날과 탬파 베이 레이스가 와일드 카드 포지션을 얻었다. (AP via Wall Street Journal)[깨진 링크(과거 내용 찾기)] (Atlanta Journal Constitution)[깨진 링크(과거 내용 찾기)] (CSN Philly)[깨진 링크(과거 내용 찾기)]

## 2011년9월 27일(화요일)
군사/테러
- 북코카서스 내란: 러시아의 다게스탄 공화국에서 차량 폭격으로 경찰관 1명과 민간인 7명이 숨졌다. (Reuters) 보관됨 2011-09-29 - 웨이백 머신
- 이집트의 시나이반도에서 폭발이 일어나, 요르단과 이스라엘에 천연 가스를 공급하는 아랍 가스관이 훼손되었다. (Reuters) 보관됨 2014-07-14 - 웨이백 머신
- 호주의 스티븐 스미스 국방장관이 5년 내 호주 군 내에서 여성의 최전방 지대 복무가 가능해지게 될 것이라고 공표했다. (ABC News Online)
- 2011년 시리아 봉기: 시리아 군이 홈스 시 라스탄 지역에서 공격을 개시했다. (Reuters via Alertnet)
- 필리핀의 테러 집단인 아부 사야프 측 무장 강도들이 바실란섬 수미십(Sumisip) 지역에서 정부 측 군대를 공격해, 6명이 숨지고 5명이 부상한 것으로 알려졌다. (AP)
- 아프가니스탄 헬만드 주의 라쉬카르 가흐 시에서 자살 폭격으로 최소 2명이 숨졌다. (AP via Forbes)[깨진 링크(과거 내용 찾기)]

경제/기업
- 호주 관세국경보호국 직원들이 임금 분쟁으로 파업에 들어감에 따라 당국 방문객들이 지연을 겪었다. (Daily Telegraph)
- 대한민국의 금융위원회가 영업 정지된 저축 은행들에 더 많은 돈을 쏟아붓겠다는 계획을 발표했다. (Yonhap News)
- 필리핀 항공 직원들의 파업에 따라 마닐라 국제공항에서 수천 명의 비행기 승객들이 발이 묶였다. (Phillippines Star)
- 군사 기업인 BAE 시스템스가 3천 명에 달하는 자사 영국 노동자들이 해고될 것이라고 인정했다. (Sky News)
- 유럽의 독립 어음 교환소인 LCH 클리어넷의 이사회가 런던 증권 거래소의 인수 제의를 승인한 것으로 알려졌다. (Reuters) 보관됨 2011-09-28 - 웨이백 머신.

재해
- 태풍 네삿이 필리핀의 루손섬을 강타해 최소 16명이 숨지고, 10만 명의 주민들이 대피함으로써 수도 마닐라가 마비되었다. (AFP via Inquirer) (Reuters) 보관됨 2011-09-30 - 웨이백 머신 (AP via Fox News) (AFP via Sydney Morning Herald)
- 인도, 특히 오릿사 주 등지에서 홍수로 80명 이상의 주민들이 숨지고 200만 명 이상이 피해를 입었다. (BBC)
- 파키스탄 펀자브 주의 칼라 카하르 지역에서 학교 버스 사고로 아동을 포함한 최소 37명이 숨지고 다른 70명이 중상을 당했다. (Express Tribune)
- 영국의 현존 최고 깊이 광산들 중 한 곳인 노스요크셔의 켈링리 탄광(Kellingley Colliery)에서 지하 지붕이 무너져 광부 한 명이 숨지고 다른 이들이 부상을 당했다. (BBC)

국제관계
- 이스라엘이 예루살렘 외곽의 길로 지역 유태인 정착촌에 1100 가구를 건축하기로 했다. (BBC)

법률/범죄
- 이란의 멜리 및 사데라트 은행 최고경영자들이 26억 달러의 은행 사기로 인해 사임했다. (TABNAK)
- 흑인 해방군과 델타 항공 841호 비행기를 타고 알제리로 도주했던 납치범 조지 라이트가 사건 후 39년 만에 포르투갈에서 체포되었다. (CNN)
- 미국 캘리포니아 주에서, 사망한 미국 가수 마이클 잭슨의 주치의였던 콘라드 머레이에 대한 과실 치사 혐의 관련 재판이 열렸다. (ABC News America)

## 2011년9월 26일(월요일)
군사/테러
- 2011년 리비아 내전: 리비아 과도국가위원회의 시르테 공격이 격렬해지면서, 위원회 측 군대가 무아마르 카다피의 시르테 진지로 진입했다. (BBC)
- 인도네시아의 수실로 밤방 유도요노 대통령이 자와섬 중부에서의 자살 폭탄 사건 조사를 위해 당국 경찰의 테러 방지 파견대 88호(Detasemen Khusus 88)를 급파했다. (The Australian)

문화/예술
- 이스라엘 국립 박물관과 구글 간 협력 사업의 일환으로, 사해 문서의 일부가 온라인에 공개되었다.(AP)

경제/기업
- 유럽의 현 채무 위기로 인해, 아시아 및 유럽의 주식 시장이 약세장으로 시작했다. (BusinessWeek) (Bloomberg) (IBN) 보관됨 2011-10-04 - 웨이백 머신 (Sky News)

재해
- 필리핀에 알바이 지역 등으로 태풍 네삿이 직접 접근함에 따라 10만 명 이상이 대피했다. (AP via NineMSN)

국제관계
- 투발루의 윌리 텔라비 총리가 수후미 방문 중, 당국과 아브하즈 자치공화국 간 외교 관계 수립 조약에 서명했다. (RNZI)

법률/범죄
- 영국의 버밍엄 주에서 6명이 일주일 간 구속된 뒤 테러리즘 혐의를 받게 된다. (Reuters via ABC News Australia)
- 미국의 영화배우 찰리 쉰이 영화 "투 앤 어 해프 멘(Two and a Half Men)"의 제작자인 척 로어, 그리고 워너 브라더스와의 송사에서 합의를 보았다. (Hollywood Reporter)

정치
- 뉴질랜드의 오클랜드 대학교 학생 300여명이 대학 수업료 인상 관련 시위를 위해 대학 건물을 점거했다. (New Zealand Herald)
- 케냐의 노벨평화상 수상자인 왕가리 마타이가 암 치료 중 71세로 사망했다. (BBC)
- 영국 노동당이 재야 내각(Shadow Cabinet) 선거 전통의 폐지와 관련된 투표를 리버풀 연례 회의에서 실시했다. (BBC)
- 미국 상원이 정부 폐쇄(government shutdown)를 막기 위한 임시적 합의에 도달했다. (The Globe and Mail)
- 스페인의 호세 루이스 사파테로 총리가 국회를 해체하고 보통 선거 실시일을 올 11월 20일로 지시했다. (Fox News Latino)

## 2011년9월 25일(일요일)
군사/테러
- 인도네시아의 자와섬 중부에 있는 한 교회 부근에서 자살 폭격으로 최소 2명이 숨지고 그밖에 여러 명이 부상했다. (BBC)
- 이라크의 카르발라 시에서 4차례의 폭격이 연이어 일어나 최소 10명이 숨지고 70명이 부상했다. (CNN)
- 2011년 예멘 봉기: 유엔 안전보장이사회가 사태의 전 당사자들에게 "최대한 자제를 보여달라"고 촉구했다. (Al Jazeera)
- 아프가니스탄 수도 카불 시의 중앙정보국(CIA) 구내에서 총격이 일어난 것으로 알려졌다. (BBC)
- 리비아의 과도국가위원회가 아부 살림 감옥 부근에서 시신 1200구가 있는 공동 묘지를 발견했다고 말했다. (BBC)

재해
- 부다 에어 비행기가 여행객들을 태우고 에베레스트 산 부근으로 가던 중 네팔에서 충돌해 19명이 숨졌다. (AFP via Sydney Morning Herald)
- 캐나다 앨버타주의 포트맥머리 지역에서 통제 불능의 산불이 번져 63번 고속도로가 봉쇄되었다. (Vancouver Sun)[깨진 링크(과거 내용 찾기)]

법률/범죄
- 미국 인디애나주의 두 지역에서 최소 5명이 총살을 당했다. (AP via ABC News America)

정치/선거
- 프랑스에서 상원 선거가 열린 가운데, 사상 최초로 사회당 기반 좌파인 제5공화국이 다수석을 차지했다. (Le Monde)
- 사우디아라비아의 여성들이 투표권을 얻고 지방 선거에 출마할 수 있게 되었다고 걸프 왕국의 압둘라 왕이 공표했다. (BBC)
- 자메이카의 브루스 골딩 총리가 자메이카 노동당의 12월 신임 지도자 발표에 따라 사퇴할 계획임을 발표했다. (Go Jamaica)

스포츠
- 케냐의 육상 선수 패트릭 마카우가 베를린 마라톤에서 마라톤 세계 신기록을 수립해, 국제육상경기연맹의 공식 승인을 기다리고 있다. (AP via the Wall Street Journal)

## 2011년9월 24일(토요일)
경제/기업
- IMF 연차총회가 개막하였다. 이 총회에서 크리스틴 라가르드 IMF 총재는 세계 경제 침체 위험을 재차 경고했다.

사회
- 경기도 수원시의 모 주유소의 세차장에서 가스로 추정되는 폭발 사고가 발생, 3명이 숨지고 4명이 다쳤다.

## 2011년9월 22일(목요일)
군사/테러
- 대한민국의 국방부가 국방개혁 2020의 일환으로, 현재 4계급의 부사관 계급 체계를 5계급으로 늘리는 방안을 검토 중인 것으로 확인되었다. (조선일보)

문화/예술
- 라이엇 게임즈의 온라인 게임인 리그 오브 레전드가 대한민국에서 한글화 테스트를 시작했다. (데일리게임)

경제/기업
- 대한민국에서 국가 부도 위험 수준을 나타내는 신용부도스와프 프리미엄이 2년 2개월만에 최고치로 치솟았다. (연합뉴스)

재해
- 대한민국 서울의 지하철 강남역 공사현장에서 화재가 일어나 시민들이 긴급 대피하는 소동이 발생했다. (동아일보)

국제관계
- 위키리크스가 공개한 미국 외교전문에서, 대한민국 정부가 2006년 독도 해류조사에서 일본 측에 "긴장 고조를 원치 않기 때문에 신속한 조사를 제안"했던 것으로 나타났다. (동아일보)

법률/범죄
- 대한민국의 집창촌 업주 단체인 한터전국연합회가 서울에서 성매매 특별법 폐지를 요구하는 집회를 가졌다. (머니투데이)

정치/선거
- 조선민주주의인민공화국이 2011년 8월 20일부터 전국 간부들을 대상으로 고강도 검열을 실시 중이며, 현직 간부들이 대거 철직되거나 해임되고 새로운 인물로 교체되고 있는 것으로 알려졌다. (아시아경제)

스포츠
- 대한민국의 야구 팀 롯데 자이언츠가 SK 와이번스와의 2011 롯데카드 프로야구 경기에서 12-2로 우승했다. (OSEN)

과학/기술
- 미국의 컴퓨터 기업 애플이 자사 스마트폰 아이폰5를 대한민국에서 SK텔레콤과 KT를 통해 동시 출시할 계획인 것으로 알려졌다. (파이낸셜뉴스)
- 유럽입자물리연구소(CERN)가 빛보다 빠른 물질이 발견됐다고 공식 발표했다.

## 2011년9월 21일(수요일)
군사/테러
- 2011년 예멘 봉기: 예멘 정부군이 시위대 장례식장의 문상객들에게 박격포를 발사함에 따라 최근 성사된 휴전 협정이 파기되었다. (AP via The Australian)
- 파키스탄에서 20일 시아파 시위대 29명이 사망함에 따라 쿠에타 주 일부가 봉쇄되었다. (Daily Times)
- 공중조기경보통제기 보잉 737 AEW&C 피스아이 1호기가 대한민국 공군에 인도되었다. (연합뉴스)

문화/예술
- 미국의 록 밴드 R.E.M.이 해체를 선언했다. (The Telegraph)
- 대한민국의 MC인 강호동이 평창 일대 토지를 매입한 사실이 알려져 부동산 투기 의혹에 휩싸인 가운데, 그의 소속사는 이에 대해 "투기가 아닌 장기적인 투자 목적으로 구입한 것"이라고 해명했다. (디스패치)

경제/기업
- 구글에 의해 개발된 소셜 네트워크 서비스인 구글플러스가 일반인에게 공개되었다. (Wall Street Journal via The Australian)
- 미국의 증권 거래 위원회가 자기 고용주인 골드만 삭스의 희생을 통한 내부자 거래 형태의 주식 선매매 연루 혐의로 스펜서 민들린에 대해 소송을 제기했다. (Complaint)
- 대한민국의 삼성경제연구소가 내년 당국 경제성장률이 3.6%에 그칠 것이라고 예측했다. (문화일보)

재해
- 인도네시아의 발리 해변에서 선박 침몰로 11명이 숨지고 14명이 실종됨에 따라 당국 수색구조 기관이 생존자 수색에 나섰다. (Straits Times)
- 태풍 로크가 일본 북동부로 진입한 가운데, 홍수로 4명이 숨진 것으로 보도되었다. (Chicago Sun Times)
- 2011년 시킴 지진: 사망자 수가 100명이 넘게 증가했다. (News Limited) 보관됨 2011-10-28 - 웨이백 머신 (Voice of America) 보관됨 2013-04-28 - archive.today
- 대한민국 부산에서 40대 남성이 가래 제거시술 후 기도가 막혀 숨지는 등 의료사고가 잇따라 발생했다. (쿠키뉴스)

국제관계
- 대한민국과 조선민주주의인민공화국 정부가 조선민주주의인민공화국의 대량 살상 무기와 관련한 6자 회담 재개를 놓고 협상한 결과 합의에 실패했다. (AP via Fox News)
- 대한민국의 종교 지도자들이 조선민주주의인민공화국을 이례적으로 방문했다. (Yonhap)
- 두 명의 미국 "거리 여행객들"인 셰인 바우어와 조쉬 파탈이 이란에서 간첩 활동 혐의로 2년이 넘게 감금된 뒤, 인도적 조치에 따라 보석으로 풀려났다. (Chron)
- 키프로스 정부의 채유 결정에 따라, 튀르키예가 북키프로스와의 지중해 내 석유 및 가스 탐사 협정에 서명했다. (FP via Google)
- 제66회 유엔 총회에 참석한 대한민국의 이명박 대통령이 양심의 호소 재단이 수여하는 세계지도자상을 수상했다. (연합뉴스)

법률/범죄
- 트로이 데이비스 사건
  - 미국 대법원이 조지아 사면과 가석방 위원회( Georgia State Board of Pardons and Paroles)의 사형수 관용 요구 관련 부결을 대신해, 트로이 데이비스의 사형 집행을 연기하기로 결정했다. (ABC News) (USA Today)
  - 곧이어 미국 대법원이 사형 집행 연기를 거부해, 데이비스의 사형은 예정대로 이루어진다. (Washington Post)[깨진 링크(과거 내용 찾기)] (Atlanta Journal Constitution)[깨진 링크(과거 내용 찾기)]
- 대한민국의 곽노현 서울시교육감이 교육감 선거에서 후보를 매수한 혐의로 당국 검찰에 의해 구속기소되었다. (연합뉴스)

정치/선거
- 대한민국의 감사원이 이명박 정부에 의한 C&K 자원개발 등의 "자원외교"에 대해 전면 감사에 착수할 계획이라고 밝혔다. (이데일리) 보관됨 2011-11-07 - 웨이백 머신

스포츠
- 2015년 국제 자전거 경기 연합 세계 도로 자전거 경기 선수권 대회 개최지가 미국의 버지니아 주 리치먼드로 결정되었다. (Richmond Times-Dispatch)[깨진 링크(과거 내용 찾기)]
- 영국의 축구 팀 맨체스터 유나이티드가 리즈 유나이티드와의 칼링컵 3라운드 경기에서 3대 0으로 우승했다. (서울신문NTN)[깨진 링크(과거 내용 찾기)]

과학/기술
- 대한민국의 한국형 우주 발사체 나로호(KSLV-1)의 실패와 관련된 당국과 러시아 간의 회의가 계속 연기되고 있는 것으로 알려졌다. (서울신문)

## 2011년9월 20일(화요일)
군사/테러
- 2011년 예멘 봉기: 예멘의 수도 사나에 있는 시위대 캠프로 로켓이 떨어져 최소 2명이 숨졌다. (Reuters) 보관됨 2012-09-28 - 웨이백 머신
- 아프가니스탄의 부르하누딘 라바니 전 대통령이 카불 자택에서 탈레반 대표단과의 가능한 평화 협정 관련 논의 도중 자살 공격에 의해 사망했다. (Al-Jazeera)
- 파키스탄의 발루치스탄 시에서 무장 강도들이 시아파 순례자들을 태운 버스에 총을 발사해 최소 25명이 숨졌다. (New York Times)
- 튀르키예의 수도 앙카라 중부에서 폭탄 테러가 발생해 최소 3명이 숨지고 34명이 부상했다. (New York Times)
- 2010년 연평도 사건에 사용되었던 대한민국 군대의 무기 K-9 자주포에 도스 컴퓨터가 장착되어 있는 것으로 드러났다. (스포츠서울)[깨진 링크(과거 내용 찾기)]

문화/예술
- 비디오 게임 프랜차이즈 기어즈 오브 워의 마지막 게임인 기어즈 오브 워 3가 자정부터 전 세계 2만 곳 업체에서 판매를 시작했다. (The Guardian)
- 대한민국의 국사 교과서에 '민주주의' 대신 실릴 용어로 '자유민주주의'가 채택된 데 대한 항의 표시로 역사교육과정개발추진위원회 위원 8명이 사퇴 의사를 밝혔다. (아시아경제)

경제/기업
- 호주에서 공항 지상 요원들과 수하물 담당자들의 4시간 파업으로 전 지역 콴타스 항공편이 차질을 빚었다. (Sydney Morning Herald)[깨진 링크(과거 내용 찾기)]
- 국제통화기금이 앞으로 수 년 간의 더블딥 침체에 관해 주의를 내렸다. (Sky News)
- 세계에서 8번째로 큰 검색 엔진인 얀덱스가 튀르키예로 확장함으로써, 독립 국가 연합(CIS) 외 지역에서의 첫 사업을 시작하게 되었다. (Total Telecom)
- 와다 칸파르가 알자지라 방송국 총수에서 물러난 뒤, 카타르 왕족의 셰이크 아마드 빈 하심 빈 무함마드 알 타니로 교체되었다. (Financial Times) (Irish Times) 보관됨 2011-09-21 - 웨이백 머신 (Al Jazeera)
- 대한민국의 한나라당 이한구 의원이 당국의 실질적인 국가 부채가 1848조 4000억원이며, 이는 사상 최대 액수라고 주장했다. (이데일리) 보관됨 2011-11-19 - 웨이백 머신

재해
- 중화인민공화국에서 1주일간 폭우가 계속되어 홍수와 산사태로 최소 57명이 숨지고 약 100만 명이 대피했다. (BBC)
- 러시아의 국가간항공위원회가 루스에어 9605 비행기 충돌 사건과 관련해 조사를 실시함에 따라, 해당 사건이 조종사의 음주, 부실한 일기 예보와 활주로 장비 등 여러 가지 조종사 과실로 인해 발생했던 것으로 드러났다. (Wall Street Journal)
- 인도의 망간 시 방향 도로가 2011년 시킴 지진 후 재개통되었다. 관련 구조대가 최대 피해 지역으로 나아감에 따라 사망자 수는 증가할 것으로 예상된다. (Times of India)
- 러시아가 과거 자국 최대 석유 기업인 유코스의 훼손을 위해 법적 절차를 악용하지 않았다고 유럽인권재판소가 판결했다. (The Scotsman)
- 2011년 북대서양 허리케인: 대서양 중부에서 열대 폭풍 오필리아(Ophelia)가 형성된 가운데, 현재 해당 지역에는 주의보가 내려지지 않았다. (National Hurricane Centre via NOLA.com)
- 대한민국 경기도 북부의 미군 기지에서 발암 물질이 다량 검출된 것으로 드러났다. (SBS)

국제관계
- 아프리카 연합이 리비아 과도국가위원회를 리비아의 합법적 지도 체제로 공식 인정했다. (AFP via Google)
- 중화인민공화국 국무원이 아리랑, 널뛰기, 판소리 등 대한민국의 문화유산 13건을 자국 무형 문화재 유산 목록에 등재한 것으로 드러났다. (연합뉴스)

법률/범죄
- 2011년 노르웨이 테러의 주동자였던 안데르스 베링 브레이비크에 대해 노르웨이 법원이 추가로 4주 간 독방 감금 명령을 내렸다. (CNN)
- 미국 군대가 동성애 관련 정책인 DADT(Don't Ask, Don't Tell) 법을 공식 폐지함으로써, 군 내 게이와 레즈비언 병사들이 자신들의 성 정체성을 공적으로 표명할 수 있게 되었다. (New York Times)
- 이탈리아에서 2009년 라퀼라 지진의 발생 이전, 대규모 지진 위험에 대한 은폐 혐의로 과학자들이 재판을 받게 되었다. (The Independent)
- 멕시코의 보카 델 리오 시에서 무장 강도들이 시체 35구를 유기한 가운데, 피해자들 중 최소 몇 명이 조직적 범죄에 연루된 것으로 알려졌다. (AP via Bakersfield Now)
- 대한민국에서 초등학교 1학년인 아들을 훈계하던 중 때려 숨지게 한 남성에 징역 7년이 선고되었다. (뉴시스)

정치/선거
- 잠비아에서 총선거가 열린 가운데, 루피아 반다 현 대통령과 야당 지도자인 마이클 사타가 대통령 후보자로 접전을 벌였다. (Voice of America) 보관됨 2013-04-28 - archive.today
- 대한민국에서 국가보안법 위반으로 적발된 공무원들의 수가 최근 3년새 6배로 늘어난 것으로 나타났다. (연합뉴스)

스포츠
- 대한민국 농구 국가대표팀이 중화민국과의 아시아 남자 농구 선수권 대회 경기에서 82-61로 우승했다. (OSEN)[깨진 링크(과거 내용 찾기)]

과학/기술
- 모바일 기업 아이리버가 안드로이드 스마트폰 바닐라를 출시했다. (머니투데이)

## 2011년9월 19일(월요일)
군사/테러
- 파키스탄 테러
  - 파키스탄 카라치의 고위 경찰 자택 밖에서 폭탄이 터져 최소 8명이 숨졌다. (AP via NineMSN) (AFP via Dawn)
  - 페샤와르에서 폭탄이 터져 최소 5명이 숨지고 21명이 부상했다. (Daily Times)
- 2011년 시리아 봉기: 시리아 군대가 홈스 시 북부에서 민간인 6명을 포함해 8명을 살해했다고 시리아 주민들과 운동가들이 주장했다. (Reuters) 보관됨 2011-09-23 - 웨이백 머신
- 대한민국 공군이 최초로 미국의 공중급유기를 이용한 공중급유 훈련을 실시한다고 발표했다. (연합뉴스)

문화/예술
- 캐나다의 몬트리올 출신 밴드인 아케이드 파이어가 2011년 폴라리스 음악상에서 정규 앨범 <더 서버브(The Suburbs)>로 캐나다 최고 앨범상을 수상했다. (Canadian Press via Winnipeg Free Press)[깨진 링크(과거 내용 찾기)]
- 대한민국 방송국 Mnet의 오디션 프로그램 슈퍼스타K 3에서 자진 하차한 예리밴드가 방송 제작진의 조작편집으로 인해 밴드의 이미지가 실추되었다고 주장했다. (뉴스엔)

경제/기업
- 스탠더드 앤드 푸어스가 이탈리아의 고부채율 및 정부 안정성에 대한 우려에 따라 당국 신용 지수를 하향 조정했다. (Bloomberg) (Reuters via Sydney Morning Herald)
- 프랑스 기업 테크닙이 미국 기업 글로벌 인더스트리스에 대한 인수 계획을 발표하기 이틀 전, 부당 내부자 거래를 했다는 혐의로 미국 증권 거래 위원회가 익명의 사람들에 대해 소송을 제기했다. (Reuters) 보관됨 2011-09-21 - 웨이백 머신
- 대한민국에서 삼성전자와 포스코 등의 대기업들이 2008년부터 현재까지 전기를 생산원가보다 약 1조 5000억원 싼 값에 공급받아온 것으로 나타났다. (이데일리) 보관됨 2011-11-19 - 웨이백 머신

재해
- 유엔이 2011년 파키스탄 신드 홍수의 피해자들과 관련해 미화 3억 5천 7백만 달러, 3억 7백만 유로의 국제 구조 기금 모금을 시작했다. (Radio Free Europe)
- 중화인민공화국에서 폭우로 최소 27명이 숨지고 10여 명이 실종되었다. (AFP via Google News)
- 인도, 네팔, 티베트 등지에서 최소 67명이 숨진 2011년 시킴 지진의 피해자들에 대해 구조 노력이 계속되고 있다. (ABC News)
- 과테말라의 과테말라 시 남부 32마일 방향 자치구에서 대략 5.8 규모의 지진과 잇따른 산사태가 발생해 최소 3명이 숨졌다. (Huffington Post)
- 대한민국에서 중금속 중독을 유발할 수 있는 상수도관이 전국적으로 교체되지 않은 채 유지되는 것으로 나타났다. (이데일리) 보관됨 2011-11-19 - 웨이백 머신

국제관계
- 대한민국의 위안부 피해자 김오순이 사망한 것으로 알려지면서, 현재 대한민국 정부에 등록된 위안부 피해 여성이 총 68명이 되었다. (연합뉴스)

법률/범죄
- 이란 당국이 26억 달러의 은행 사기 연루 혐의로 19명을 구속했다. (AP via The Republic)
- 국제통화기금의 도미니크 스트로스칸 전 총재가 2011년 5월 불거진 성폭행 의혹에 관해 프랑스 방송국 TF1에서의 첫 방송 인터뷰에 출연했다. (CNN)
- 영국의 버밍엄 당국이 이슬람 테러 단체 연루 혐의로 7명을 구속했다. (The Independent)
- 대한민국에서 불법 정치자금을 받은 혐의로 기소된 한명숙 전 총리에게 검찰이 징역 4년과 추징금 약 9억 5천만원을 구형했다. (연합뉴스)

정치/선거
- 벨리즈의 첫 총리였던 조지 캐들 프라이스가 응급수술 후 92세로 사망했다. (Go Jamaica)
- 북아일랜드의 신 페인이 존 오다우드를 마틴 맥기네스의 임시 대리 총리로 임명했다. (BBC)
- 미국의 버락 오바마 대통령이 미국의 적자를 10년간 3조 달러로 줄이기 위해 세금 인상에 따른 삭감의 절반을 이용하는 방안에 대해 설명했다. (The Guardian)
- 대한민국 국회가 국정감사를 실시했다. (연합뉴스)

스포츠
- 파나마 출신의 뉴욕 양키스 소속 야구 선수 마리아노 리베라가 메이저 리그 야구에서 통산 세이브 기록을 세웠다. (AP via Taiwan News) 보관됨 2014-11-10 - 웨이백 머신
- 대한민국의 대한야구협회가 2011년 야구 월드컵에 참가할 국가대표 선수 24명을 확정했다. (OSEN)[깨진 링크(과거 내용 찾기)]

과학/기술
- 대한민국 정부가 줄기세포 관련 연구개발 예산을 올해 2배 수준인 1000억원대로 확대할 것이라고 이명박 대통령이 공표했다. (전자신문)

## 2011년9월 18일(일요일)
군사/테러
- 아랍의 봄
  - 2011년 시리아 봉기
    - 시리아 운동가들이 시리아에서 새 학기가 시작됨에 따라 학교들에 바샤르 알아사드 정권에 대항한 군중 시위를 요청했다. (Haaretz)
    - 시리아 전역에서 최소 4명이 숨졌다고 시리아 반군이 주장했다. (CNN) 보관됨 2017-10-09 - 웨이백 머신

  - 2011년 리비아 내전: 리비아 내 바니 왈리드 및 시르테 지역에서 격전이 계속되는 가운데, 17일 반군 8명이 숨진 것으로 알려졌다. (BBC)
  - 2011년 예멘 봉기: 예멘 보안대가 사나에서 시위대를 향해 발포함으로 최소 26명이 숨지고 십여 명이 부상했다고 증인들이 주장했다. (AP via The Guardian)
- 대한민국의 군대에서 2007년부터 2011년까지 연평균 120명이 사망하고 이중 64%가 자살한 것으로 나타났다. (연합뉴스)

문화/예술
- 미국 텔레비전 프로그램에 대한 제63회 프라임타임 에미상(Primetime Emmy Awards)이 로스앤젤레스에서 열린 가운데, 매드 멘(Mad Men)이 우수 드라마 부문, 모던 패밀리(Modern Family)가 우수 코미디 부문에서 각각 수상했다. (The Guardian) (USA Today)
- 대한민국 방송통신심의위원회가 텔레비전 프로그램 무한도전에 대해 "방송의 품위를 저해"한다며 중징계를 상정하기로 했다고 밝혔다. (디스패치)

경제/기업
- 대한민국 금융위원회가 토마토저축은행과 제일저축은행 등 7개 저축은행을 부실 금융기관으로 결정해 영업정지 조치를 내렸다. (서울경제)

재해
- 인도 북부의 시킴 주 북서부에서 6.9 규모의 지진이 발생해 인도 일부를 비롯한 네팔, 부탄, 방글라데시 및 티베트 등지에 동요를 일으켰고, 최소 19명이 숨진 것으로 알려졌다. (Times of India) (Bangladesh News 24 Hours) (CNN) (The Australian)
- 대한민국 국회 국방위원회 신학용 의원이 9.15 정전 사고 당시 군대의 전방관측소와 해안 레이다 기지도 함께 피해를 입었다고 발표했다. (매일경제)

국제관계
- 대한민국과 조선민주주의인민공화국의 6자 회담 수석대표가 21일 중국 베이징에서 2차 비핵화 회담을 여는 데 합의한 것으로 알려졌다. (연합뉴스)

법률/범죄
- 도미니크 스트로스칸 전 국제통화기금 총재가 프랑스 방송국 TF1에서 강간 혐의 취하 후 처음으로 텔레비전 인터뷰에 출연했다. (BBC)
- 브라질 경찰이 환경운동가 호세 클라우디우 부부에 대한 살인 사건에 연루된 두 명을 파라 주에서 체포했다. (AP via Daily Bulletin)
- 대한민국 농협중앙회 내부직원들에 의한 고객 예금 횡령 등 사고금액이 약 396억 원에 달하는 것으로 드러났다. (뉴시스)[깨진 링크(과거 내용 찾기)]

정치/선거
- 17일 라트비아 선거에서 사회민주당 '화합(Saskaņa)'이 다수석을 차지하고 자틀레르스 개혁당과 통일당(Vienotība) 또한 선전함에 따라, 라트비아 정치인들이 신정부 수립을 시도하는 것과 관련해 협상이 시작되었다. (Reuters) 보관됨 2011-09-18 - 웨이백 머신
- 베를린 선거
  - 독일의 수도 베를린에서 주 선거가 실시된 가운데, 클라우스 보베라이트 현 시장과 그의 사회민주당이 선전을 보였다. (Reuters) 보관됨 2011-10-20 - 웨이백 머신
  - 자유민주당이 2%의 득표수를 달성한 가운데, 해적당은 최초로 주 의회에 입성했다. (BBC)
- 북아일랜드의 마틴 맥기네스 부총리(전 아일랜드 공화국군 사령관)가 아일랜드 대통령 선거 후보로 선출됨과 함께, 존 오다우드가 대리 부총리를 맡게 될 것이라고 신페인이 공표했다. (Financial Times)
- 대한민국의 최중경 지식경제부 장관이 9.15 정전 사고와 관련해 사퇴 의사를 밝혔다. (머니투데이)

스포츠
- 미국의 골프 선수 렉시 톰슨이 16세에 나비스타 LPGA 클래식에서 우승함에 따라 최연소 LPGA 우승자로 등극했다. (USA Today)
- 대한민국의 축구 팀 FC서울이 부산 아이파크와의 K리그 경기에서 2대 1로 우승했다. (스포탈코리아)

과학/기술
- 삼성전자가 스마트폰 운영 체제 바다의 최신 버전 확산을 위해 대규모 개발자 행사를 열었다. (파이낸셜뉴스)

## 2011년9월 17일(토요일)
군사/테러
- 2011년 리비아 내전: 리비아의 퇴임 독재자 무아마르 카다피 측 군대가 바니 왈리드 및 시르테 시에서 반군들에 대항해 반격을 시작했다. (Al-Jazeera)

경제/기업
- 수백 명의 미국 시민들이 월 스트리트에 대한 평화적 점거와 함께 기업 우위 및 상위 1%들의 조직적 탈세에 대한 시위에 나섰다. 이 운동은 아랍의 봄의 영향을 받은 것으로 알려졌다. (Al-Jazeera)

재해
- 미국 에어쇼 사고
  - 미국 네바다 주 리노에서 열린 에어쇼 내셔널 챔피언십 에어 레이스에서 비행기가 관중석으로 추락해 최소 3명이 사망하고 56명 이상이 부상했다. (머니투데이)
  - 미국 웨스트버지니아 주 마틴즈버그 부근 동부 WV 지역 공항에서 열린 에어쇼에서 북미 T-28 트로전이 충돌해 비행사가 사망했다. (The Journal of Martinsburg) (Aviation Safety Network)
  - 미국 국가운수안전위원회가 리노 에어쇼 사고와 관련해 조사에 착수했다. (BBC)
- 스리랑카 콜롬보로부터 북쪽으로 60킬로미터 지점에 있는 철도역 부근에서 열차 충돌로 최소 3명이 숨지고 25명이 부상했다. (AFP via News Limited) 보관됨 2011-09-18 - 웨이백 머신
- 일본 혼슈 해안에서 6.6 규모의 강진과 함께 여진이 연속적으로 발생했다. (AFP via Hindustan Times) 보관됨 2011-09-23 - 웨이백 머신

국제관계
- 탁신 치나왓 전 태국 총리가 프레아 비헤아르 사원 소유권 분쟁 등 여러 가지 사안들과 관련된 캄보디아 정부와의 고위급 회담을 위해 캄보디아에 방문했다. (Voice of America)
- 핀란드에서 두 명이 국제 테러 행위 연루 혐의 관련 조사를 위해 구속되었다. (CNN)

법률/범죄
- 탄자니아 당국이 최소 240명의 목숨을 앗아간 잔지바르 연락선 침몰 사고와 관련해 4명을 근무 태만으로 기소했다. (AP via New York Times)

정치/선거
- 라트비아에서 의원 선거가 실시되었다. (NPR)[깨진 링크(과거 내용 찾기)]

스포츠
- 두산 베어스 소속 야구 선수 임태훈이 올 5월 1군 엔트리에서 말소된 뒤 4개월 만에 복귀했다. (서울신문NTN)[깨진 링크(과거 내용 찾기)]

## 2011년9월 16일(금요일)
군사/전투
- 대한민국 당국이 한 조선민주주의인민공화국 시민을 탈북자 운동가 박상학에 대한 브롬화스티그민 암살 시도 혐의로 체포했다. (연합뉴스)

문화/예술
- 비욘세 놀스 부부
  - 미국의 여성 팝 스타 비욘세 놀스의 남편인 랩퍼 제이-지가 전 여자친구와의 사이에서 낳은 9세 아들을 몰래 키우고 있다는 주장이 제기되었다. (유코피아)
  - 임신 중인 비욘세 놀스의 아이가 딸인 것으로 보도되었다. (유코피아)
- 대한민국의 희극 배우 김병만이 2012년 초 결혼 계획을 발표했다. (티브이데일리)[깨진 링크(과거 내용 찾기)]

경제/기업
- 이탈리아의 자동차 기업 페라리가 독일에서 열린 프랑크푸르트 국제 모터쇼에서 새 8기통 모델인 458 스파이더를 공개했다. (뉴시스)
- 대한민국의 부산-김해경전철이 여러번의 연기 끝에 개통하였다. (연합뉴스)
- 대한민국의 휴대전화 단말기 출고가가 유통 과정에서의 가격 왜곡으로 해외보다 평균 16만원 비싼 것으로 드러났다. (동아닷컴)[깨진 링크(과거 내용 찾기)]
- 유럽 의회 경제 및 재무 위원회 장관들이 향후 유럽의 위기를 막기 위한 재정 관리 법안에 합의했다. (Wall Street Journal)[깨진 링크(과거 내용 찾기)]

재해
- 허리케인 마리아의 캐나다 해안 뉴펀들랜드 상륙이 예고되었다. (National Hurricane Centre)
- 16일 인도 델리 인디라 간디 국제공항에서의 기록적 폭우로 인해 해당 지역에 홍수가 발생했다. (IBN Live) 보관됨 2011-09-27 - 웨이백 머신
- 유스프 라자 길라니 파키스탄 총리의 유엔 총회 참석을 위한 미국 방문이 홍수 사태로 인해 취소되었다. (Reuters) 보관됨 2011-09-16 - 웨이백 머신
- 영국 웨일스 사우스웨일스에서의 글레이전 탄광 사고로 매몰된 4명의 광부가 사망한 것으로 확인되었다. (BBC)

국제관계
- 코소보 정부의 세르비아 간 국경 점거 시도에 따라 코소보 세르비아인들이 국경 두 곳을 차단했다. (AFP via Google)
- 레제프 타이이프 에르도안 튀르키예 국무총리가 리비아 과도국가위원회와의 면담을 위해 리비아에 도착했다. (Euronews) 보관됨 2011-09-16 - 웨이백 머신

법률/범죄
- 2011년 노르웨이 테러의 주동자 안데르스 베링 브레이비크에 관한 폐쇄 회로 텔레비전 사진이 사태 후 최초로 공개되었다. (MSNBC)
- 중화인민공화국의 공안 당국이 갱 조직 관련 범죄에 대한 강력 단속으로 2000명 이상을 구속했다. (AP via Washington Post) 보관됨 2019-09-11 - 웨이백 머신
- 대한민국 부산저축은행의 로비스트로 지목된 박태규가 검찰 수사가 시작된 뒤에도 김두우 전 청와대 홍보수석과 수 차례 통화한 것으로 드러났다. 그는 2010년 박태규로부터 기업 구명 청탁과 함께 여러 차례 거액의 로비를 받은 것으로 확인되었다. (SBS)
- UBS 트레이더인 크웨쿠 아도볼리가 사기 및 허위 기장 혐의로 기소되었다. (BBC)

정치/선거
- 호주 하원 크레이그 톰슨 의원을 포함한 현직 및 전직 보건시설조합 공무원들에 의해 "부적절한 행위"가 이루어졌다는 의혹과 관련해 뉴사우스웨일스 경찰의 조사가 시작됨에 따라, 뉴사우스웨일스, 빅토리아 주 및 호주 수도권에서 조합이 오스트레일리아 노동당으로부터 탈퇴했다. (Sydney Morning Herald)
- 북아일랜드의 신페인 행정부가 마틴 맥기네스 부총리를 2011년 아일랜드 대통령 선거 후보로 선출하는 데 승인했다. (BBC)
- 팔레스타인 자치정부의 마흐무드 압바스 대통령이 팔레스타인 자치정부가 민족국가로서 유엔에 완전히 가입될 수 있도록 9월 23일 유엔 총회에서 이를 요구하겠다고 말했다. (CNN)(Bloomberg News via S.F. Chronicle)[깨진 링크(과거 내용 찾기)]

스포츠
- 대한민국 출신의 미국 클리블랜드 인디언스 소속 야구 선수 추신수가 텍사스 레인저스와의 원정경기에서 패함에 따라 매니 액터 감독이 그를 2011년 시즌에서 더 이상 기용하지 않겠다는 뜻을 밝혔다. (스포츠투데이)[깨진 링크(과거 내용 찾기)]

과학/기술
- 이명박 대한민국 대통령이 서울대 병원의 줄기세포 산업 관련 보고회에 참석해 해당 분야에 관한 정부의 개입이 예상되고 있다. (이데일리) 보관됨 2011-11-19 - 웨이백 머신
- 미국 항공 우주국 과학자들이 케플러 계획에 의해 두 개의 태양 둘레를 도는 행성을 발견했다고 발표했다. 이것은 쌍성주위 행성에 대한 모호하지 않은 최초의 발견이다. (BBC) (NASA.gov) 보관됨 2011-09-18 - 웨이백 머신

## 2011년9월 15일(목요일)
군사/전투
- 대한민국의 인천상륙작전 61주년을 기념하는 재연 행사가 인천 월미도에서 열렸다. (연합뉴스)[깨진 링크(과거 내용 찾기)]

문화/예술
- 대한민국의 여자 배우 강성연이 재즈 피아니스트 김가온 교수와의 결혼 계획을 발표했다. (조선닷컴)

경제/기업
- 일본의 자동차 기업 토요타의 북미 차량 생산량이 정상화되어 3월 도호쿠 지진 및 쓰나미에 따른 부품 부족을 극복했다. (Bloomberg via Japan Times)
- 북미 자동차 기업 크라이슬러 및 전미 자동차 노동조합 간 계약이 자정에 만료된 가운데 노조와 제너럴 모터스 간 협상이 계속되고 있다. (Detroit Free Press)
- 스위스의 UBS가 런던 기반 트레이더들 중 하나의 무단 계약으로 미화 20억 달러의 손실을 입었다고 당사가 보고했다. (Reuters) 보관됨 2011-09-15 - 웨이백 머신 (The Guardian)
- 유럽 중앙 은행 및 미국 연방 준비 은행을 포함한 주요 은행들이 유럽 국가 채무 위기 만회를 위한 계획을 실시함에 따라 미국과 유럽의 주식 시장이 반등했다. (CNN)

재해
- 국제 구제기구 옥스팜이 2011년 파키스탄 신드 홍수의 피해자들에 관해 긴급 호소를 표했다. 현재까지 사망자는 200명을 넘어섰다. (ABC News Australia)
- 대한민국 일대에서 정전 사태가 발생하였다. (연합뉴스)
- 영국 웨일스 스완지 밸리 내 탄광 폭발로 90미터 지하에 갇힌 4명의 광부를 구출하기 위한 구조 작업이 진행되었다. (BBC)

국제관계
- 잉락 친나왓 태국 총리가 20명의 사망자를 낳은 캄보디아 간 국경지역 프레아 비헤아르 사원 문제를 놓고 관계 개선을 위해 캄보디아를 방문했다. (Bloomberg)
- 이스라엘이 암만 폭력 시위에 대한 우려에 따라 요르단 대사를 철수시켰다. (Reuters) 보관됨 2012-09-27 - 웨이백 머신
- 니콜라 사르코지 프랑스 대통령을 위시한 나토 고위 지도자들이 무스타파 압둘 잘릴 리비아 과도국가위원회 위원장과 다른 지도자들을 만나기 위해 리비아로 이동했다. (BBC)
- 유니세프가 5세 이하에 사망하는 어린이들의 수가 1990년 1200만 명 이상에서 2010년 760만 명으로 하락했다는 내용의 어린이 사망 보고서를 발표했다. (UNICEF) 보관됨 2011-10-17 - 웨이백 머신

법률/범죄
- 중화인민공화국의 극서 지역 테러 활동에 대한 탄압 포고에 따라 신장 지역에서 4명이 사형에 처했다. (AFP via Google News)
- 대한민국 검찰이 고려대 의대생 성추행 사건의 가해자 3명에게 징역 1년 6개월을 선고했다. (노컷뉴스)

정치/선거
- 덴마크에서 의원 선거가 열렸다. (Christian Science Monitor)
- 호주에서 여권의 성 표기에 남성, 여성과 더불어 "정할 수 없음(indeterminate)"을 선택할 수 있게 되었다. (AP via Mercury News)[깨진 링크(과거 내용 찾기)]

스포츠
- 대한민국의 KIA 타이거즈 소속 야구 선수 이용규가 여자 배우 유하나와의 열애설을 시인했다. (마이데일리)

## 2011년9월 14일(수요일)
군사/전투
- 무아마르 카다피의 아들 알 사디 카다피가 2011년 리비아 내전에 따른 망명을 위해 니제르의 수도 니아메에 도착했다. (AP via Minneapolis Star-Tribune)[깨진 링크(과거 내용 찾기)]
- 탈레반 카불 습격
  - 아프간 수도 카불 중심부에 대한 탈레반의 습격이 11명의 사망자 발생 후 종료되었다. (The Telegraph) 보관됨 2013-04-21 - archive.today
  - 사건의 주도세력으로 여겨지는 파키스탄 기반의 테러 조직 하카니에 대해 리온 파네타 미국 국방부 장관이 미국의 보복을 경고했다. (AFP via Google News)
- 이라크에서 바빌 차량 폭탄으로 16명이 사망함과 더불어, 전투로 20명 이상이 숨지고 수십 명이 부상했다. (AP via Washington Post)

문화/예술
- 미국 메릴랜드주 고고학자들이 찰스 카운티에 있는 국립공원인 저카이아 습지에서 "친근한" 피스카타웨이 인디언들을 보호하기 위해 지어진 요새를 발견했다고 공표했다. (Baltimore Sun) 보관됨 2011-12-28 - 웨이백 머신
- 2009년 사망한 미국의 팝 가수 마이클 잭슨의 유족에게 돌아갈 유산이 3천만 달러에 달하는 것으로 밝혀졌다. (연합뉴스)[깨진 링크(과거 내용 찾기)]
- 대한민국의 전설적인 가수로 불리는 조용필이 텔레비전 프로그램 나는 가수다의 25일 특집 방송에 출연을 결정한 사실이 알려지며 기대를 일으켰다. (스포츠서울)[깨진 링크(과거 내용 찾기)]
- 탈세 혐의를 받고 있는 대한민국의 MC 강호동이 연예계 잠정 은퇴를 선언함에 따라 그의 영향력에 의존한 프로그램들이 줄줄이 폐지 위기에 처해 혼란이 발생했다. (SBS)

경제/기업
- 세계 경제가 "위험 지대"로 접어들어 미국과 유럽연합 및 일본이 어려운 결정을 내려야 한다고 로버트 졸릭 세계은행 총재가 주장했다. (Reuters) 보관됨 2013-02-24 - 웨이백 머신

재해
- 열대 폭풍 마리아가 대서양에서 강화됨에 따라 버뮤다에서 허리케인이 관측되어 오늘 심야 혹은 15일 상륙이 예상된다. (National Hurricane Centre via NOLA)

법률/범죄
- 브라이언 버크 전 웨스턴오스트레일리아 수상, 줄리언 그릴 전 장관 및 전 공무원 네이선 혼드로스에 대한 비리 혐의 관련 무죄판결을 퍼스 상소 법원이 전복해 3명이 재심에 임하기로 했다. (AAP via Sydney Morning Herald)
- 도미니크 드 빌팽 전 프랑스 총리의 니콜라 사르코지 대통령 관련 비방 운동 연루 혐의를 항소 법원이 기각했다. (Irish Times)
- 폴 티엔스텐 파푸아뉴기니 전 장관이 사기 및 부정 혐의로 동부 뉴브리튼 섬에서 소환을 받은 뒤 호주로 도주했다. AAP via The Australian)
- 대한민국 전라북도 전주에서 한 여중생이 알몸 상태로 다른 여학생들에게 폭행을 당하는 동영상이 유포되어 경찰이 수사에 나섰다. (노컷뉴스)

정치/선거
- 호주 정부의 광대역, 커뮤니케이션 및 디지털 경제 담당 스티븐 콘로이 장관이 미디어 조사를 선언했다. (SBS) 보관됨 2012-10-22 - 웨이백 머신

스포츠
- 대한민국의 전 야구 선수 최동원이 53세의 나이로 사망하였다. (YTN)

과학
- 미국 항공우주국이 2017년에 첫 비행이 잠정 결정된 우주왕복선 프로그램을 대체할 우주발사시스템(Space Launch System) 계획을 발표했다. (New York Times)

## 2011년9월 13일(화요일)
무력충돌/전투
- 스웨덴 예테보리 테러 공격 실패로 체포된 4명이 테러조직 알 카에다와 연관된 것으로 예테보리 수사관들이 판단하고 있다. (CBC)
- 탈레반 반란군이 아프간 수도 카불에 있는 미국 대사관, 나토 본부 및 경찰 건물을 습격했다. (BBC)

재해
- 파키스탄 신드에서의 계절풍 홍수로 6880 제곱킬로미터의 옥토가 침수됨과 함께 주민 530만 명이 대피하고 120만 가구가 피해를 입었다. (Express Tribune)
- 파키스탄에서 5000명 이상의 주민이 뎅기열에 감염된 것으로 보도되었다. (ARY News) 보관됨 2012-03-28 - 웨이백 머신
- 아르헨티나 수도 부에노스 아이레스의 플로레스 교외에서 버스와 기차 간 충돌로 최소 11명이 숨지고 212명 이상이 부상했다. (Buenos Aires Herald)

정치/선거
- 미국 하원 의원 보궐 선거
  - 뉴욕 9번째 하원 의원 선거구에서 앤서니 위너 전 미국 하원 의원의 교체를 위한 보궐 선거가 실시된 가운데, 데이비드 위프린과 밥 터너 간의 박빙 승부가 예상되고 있다. (New York Times)
  - 네바다 2번째 하원 의원 선거구에서 딘 헬러 전 미국 하원 의원의 교체를 위해 공화당의 마크 아무다이와 민주당의 케이트 마셜 중 한 명을 투표하는 보궐 선거가 실시되었다. (New York Times)
- 베네수엘라 대통령 선거일이 2012년 10월 7일로 정해졌다. (BBC)

## 2011년9월 12일(월요일)
예술/문화
- 유럽연합 의회가 녹음 저작권을 50년에서 70년으로 연장할 것에 대해 투표했다. (BBC)
- 영국의 코미디언 데이비드 윌리엄스가 템스강에서의 140마일 자선 수영에 완주해 BBC 스포츠 지원금 100만 유로를 유치했다. (BBC)
- 앙골라의 레일라 로페스가 2011년 미스 유니버스로 선발되었다. (LA Late)

기업/경제
- 유로존 채무 위기에 대한 우려가 재개됨에 따라 아시아 주식 시장이 가파르게 하락했다. (Market Watch)
- 영국 은행독립위원회가 영국 은행에 대해 투자 은행업무 확대에서 보다 위험한 은행업무 활동에 대한 보호조치로 소매 은행업무 부서를 분리시킬 것을 권고했다. (BBC)

재해
- 케냐 나이로비의 산업단지 룽가 룽가에서 송유관이 폭발하여 최소 120명이 숨졌다. (BBC)
- 자바 인도네시아 섬에서의 버스 충돌로 최소 19명이 숨졌다. (Jakarta Post)
- 지난 토요일 잔지바르 해변 연락선 침몰 사고 후 최소 240명이 사망하였다. 뉴시스 보관됨 2015-10-24 - 웨이백 머신
- 프랑스 남부 마르쿨 핵 시설에서 폭발이 발생해 1명이 숨지고 4명이 부상했다. (BBC)

법률/범죄
- 해안 리조트에서 영국의 테러리스트를 살해하고 그의 아내를 유괴한 범죄 조직에 대해 케냐 경찰이 수색에 나섰다. (BBC)

정치
- 버나드 호건 하우가 런던의 새 경찰청장으로 임명되었다. (BBC)

스포츠
- 테니스에서, 세르비아의 노박 조코비치가 2011 US 오픈 남자 단식에서 스페인의 라파엘 나달을 6-2, 6-4, 6-7 (3-7), 6-1로 누르고 우승했다. (New York Times)

## 2011년9월 11일(일요일)
무력충돌/전투
- 2001년 9.11 테러 10주년:
  - 테러 10주년을 기념하는 기념식이 세계적으로 열렸다. (Yahoo News via AP)
  - 전 세계 무역 센터에 위치한 국립 9·11 테러 메모리얼 & 박물관이 뉴욕 시에서 열렸다. (Daily Sundial)
- 아프가니스탄 와르닥 시 군대 전초 기지에서 트럭 폭탄이 터져 민간인이 사망했다. (Miami Herald)
- 스웨덴 예테보리 경찰이 테러 공습 실패 혐의로 4명을 구속했다. (Sky News)

예술/문화
- 러시아의 영화감독 알렉산드르 소쿠로프의 영화 파우스트가 2011년 베니스 영화제 황금사자상을 수상했다.

정치/선거
- 과테말라에서 총선거가 실시되었다. (Christian Science Monitor)

국제관계
- 멕시코의 펠리페 칼데론 대통령이 달라이 라마를 접견하자 중국 정부가 항의 성명을 발표했다.

스포츠
- 테니스에서, 호주의 서맨사 스토서가 2011 US 오픈 여성 단식에서 미국의 세레나 윌리엄즈를 6대 2, 6대 3으로 누르고 승리했다. (New York Times)

## 2011년9월 10일(토요일)
- 검찰이 곽노현 서울 교육감을 구속 수감하기로 결정했다.
- 러시아의 영화 감독 알렉산드르 소쿠로프가 2011년 베니스 영화제에서 황금사자상을 수상하였다.

## 2011년9월 9일(금요일)

### 국제
- 영국 정부가 이라크 전쟁 중 자국 군인이 민간인을 감금 및 살해했다는 보고서를 발표했다.
- 미국 정보당국에 9.11 테러와 흡사한 폭탄 테러 가능성이 확인되었다.
- 위르겐 슈타르크가 유럽중앙은행 정책이사에서 물러났다.

## 2011년9월 8일(목요일)
- 태풍 탈라스가 일본을 강타하면서 43명이 사망했다.
- 오스트레일리아의 실직률이 올 8월부로 5.3%가 되었다.

## 2011년9월 7일(수요일)
- 독일 헌법재판소가 야당 및 일부 경제학자 등이 제기한 독일의 유로존 구제금융 참여 위헌 소송을 기각했다.
- 인도 뉴델리 고등법원 인근에서 폭탄테러가 발생해 사상자가 속출했다.
- 러시아 콘티넨탈 하키 리그 로코모티브 야로슬라블 선수단을 태운 비행기가 추락했다

## 2011년9월 6일(화요일)
- 난민촌을 철거하라는 이스라엘 대법원 명령에 따라 이스라엘 경찰과 군인들이 팔레스타인 난민촌 철거를 시작했다.

## 2011년9월 4일(일요일)
- 2011년 세계 육상 선수권 대회가 남자 400m 계주를 끝으로 폐막하였다. 남자 400m 계주에서는 세계 신기록이 나왔다.

## 2011년9월 3일(토요일)
- 태풍 탈라스가 일본에 영향을 미쳐 많은 피해가 발생했다.

## 2011년9월 2일(금요일)
- 터키 정부가 2010년 이스라엘의 구호선 공격에 숨진 터키인 9명에 대한 사과 거부로 이스라엘 대사를 추방하기로 결정했다.